# 3‐デオキシ‐D‐マンノ‐オクタ‐2‐ウロソン酸
3‐デオキシ‐D‐マンノ‐オクタ‐2‐ウロソン酸（3‐デオキシ‐D‐マンノ‐オクタ‐2‐ウロソンさん、3-Deoxy-D-manno-oct-2-ulosonic acid）またはケト-デオキシオクツロソン酸（Kdo）は、2-ケトオクトースのウロソン酸であり、細菌によってリポ多糖の合成で使われる。接頭辞D-mannoは4つのキラル中心がD-マンノースと同じ配置を持つことを示している。

3‐デオキシ‐D‐マンノ‐オクタ‐2‐ウロソン酸のβ-アノマーへの環化。キラル中心はアスタリスクで示されている。